# Gentiane ponctuée
Gentiana punctata
Espèce
Classification phylogénétique
Statut de conservation UICN

 LC  : Préoccupation mineure
La Gentiane ponctuée (Gentiana punctata), est une plante herbacée vivace de grande taille de la famille des Gentianaceae aux fleurs jaunes à points pourpres. À la différence de la grande gentiane ou gentiane jaune, son calice n'est pas échancré.

## Habitat
Prairies des Alpes entre 1 400 et 2 500 m.

## Images

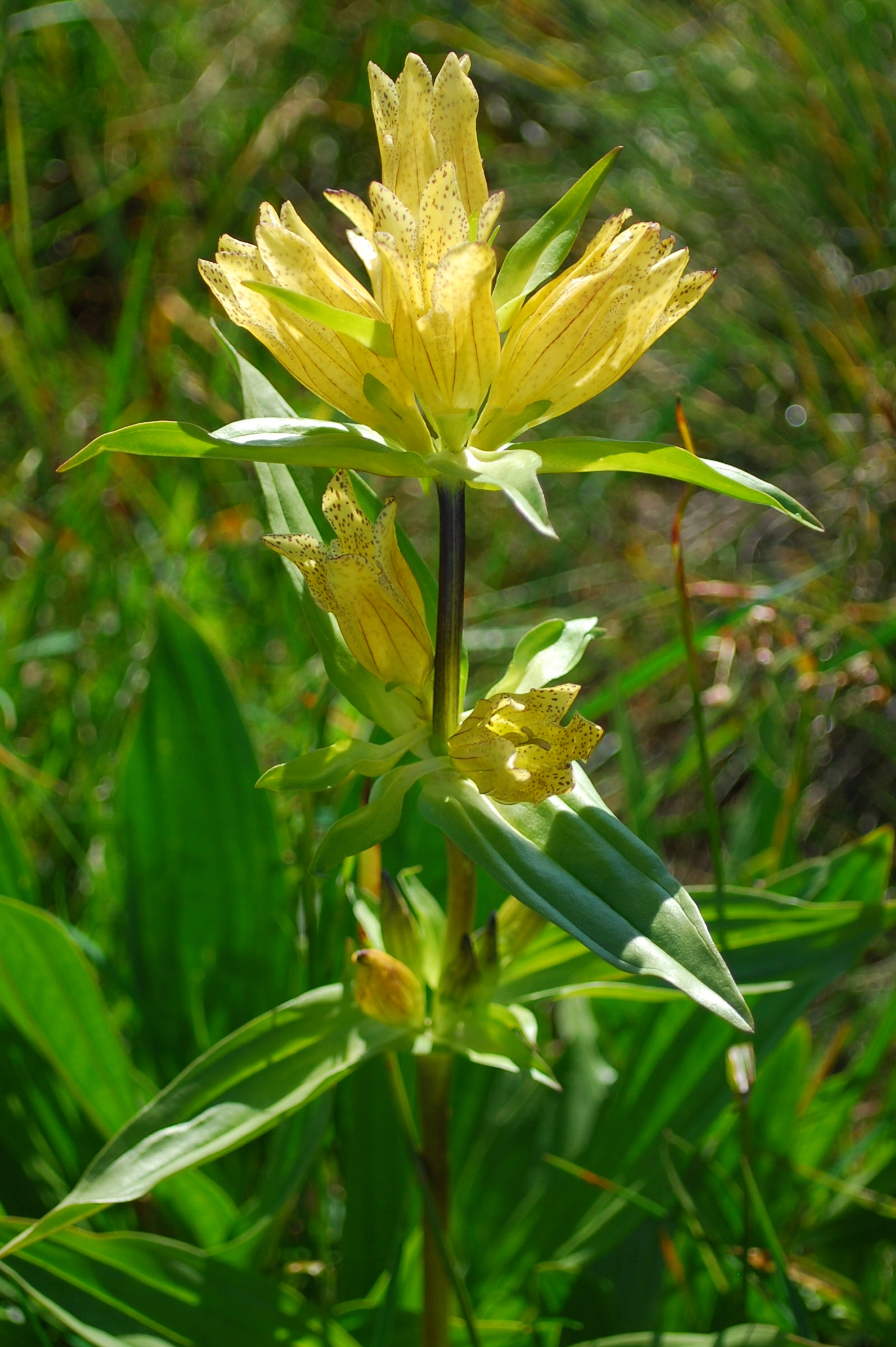
Gentiane ponctuée au mois de juin
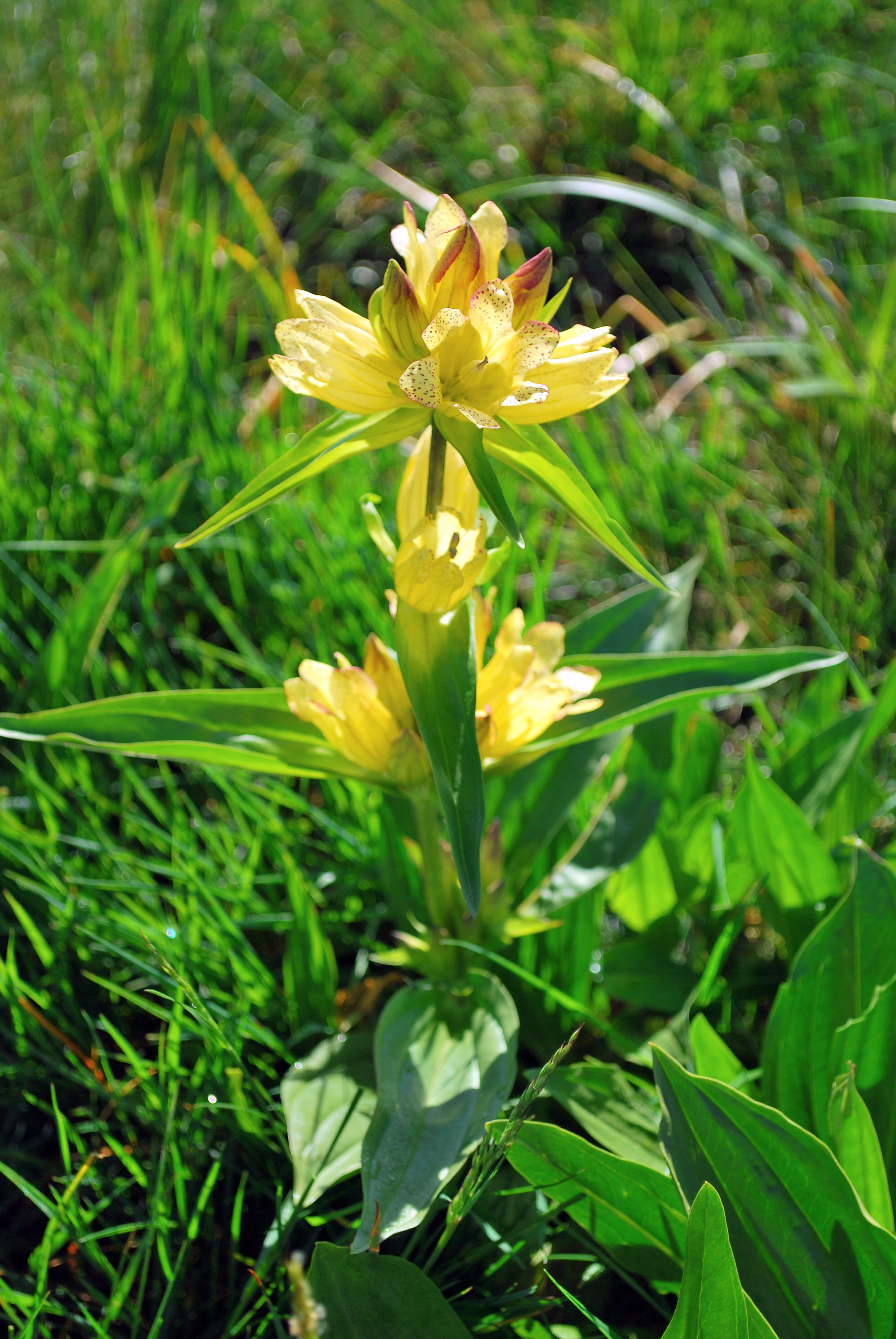
Gentiane ponctuée en juin
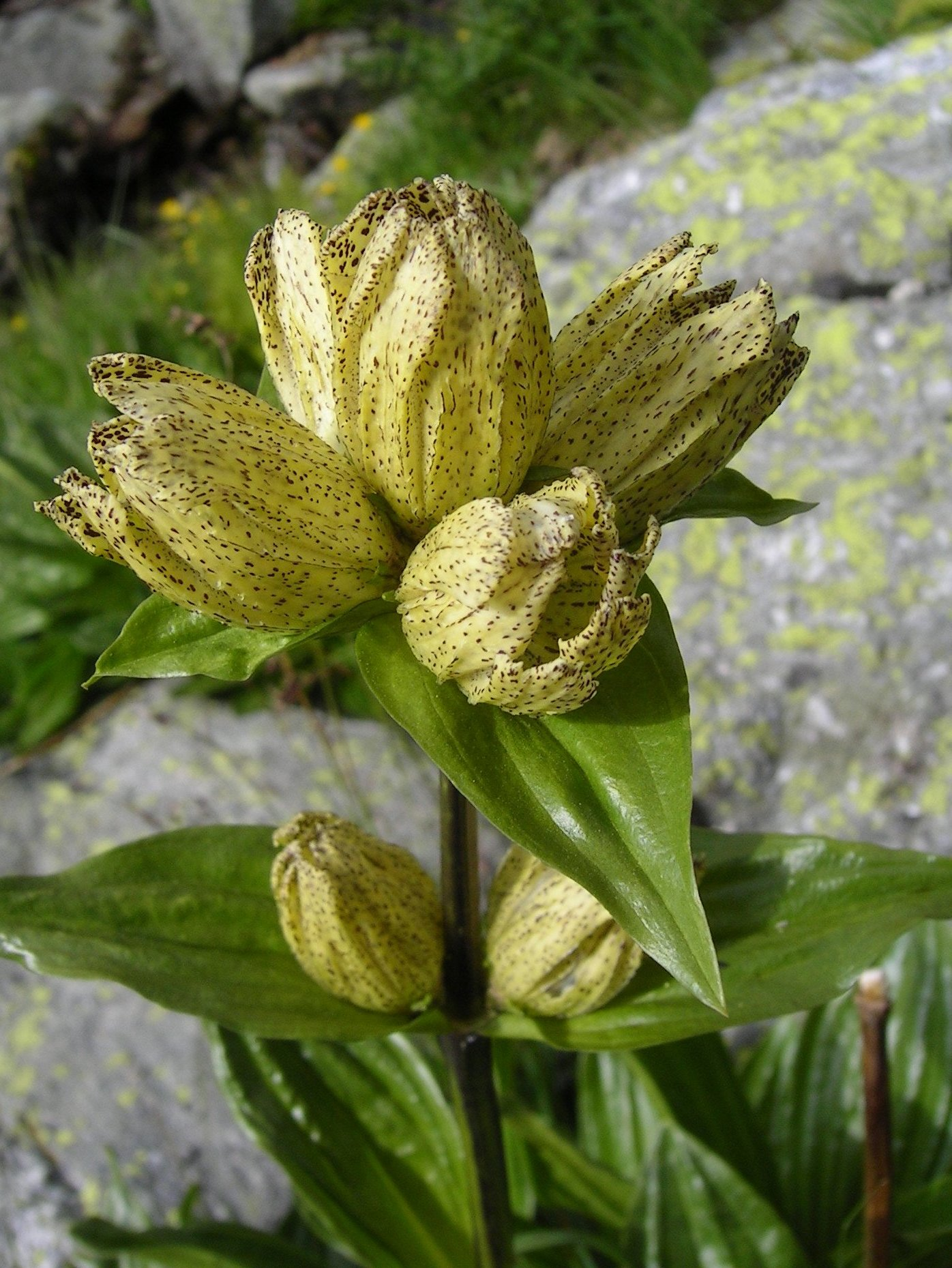
Gentiane ponctuée en Suisse
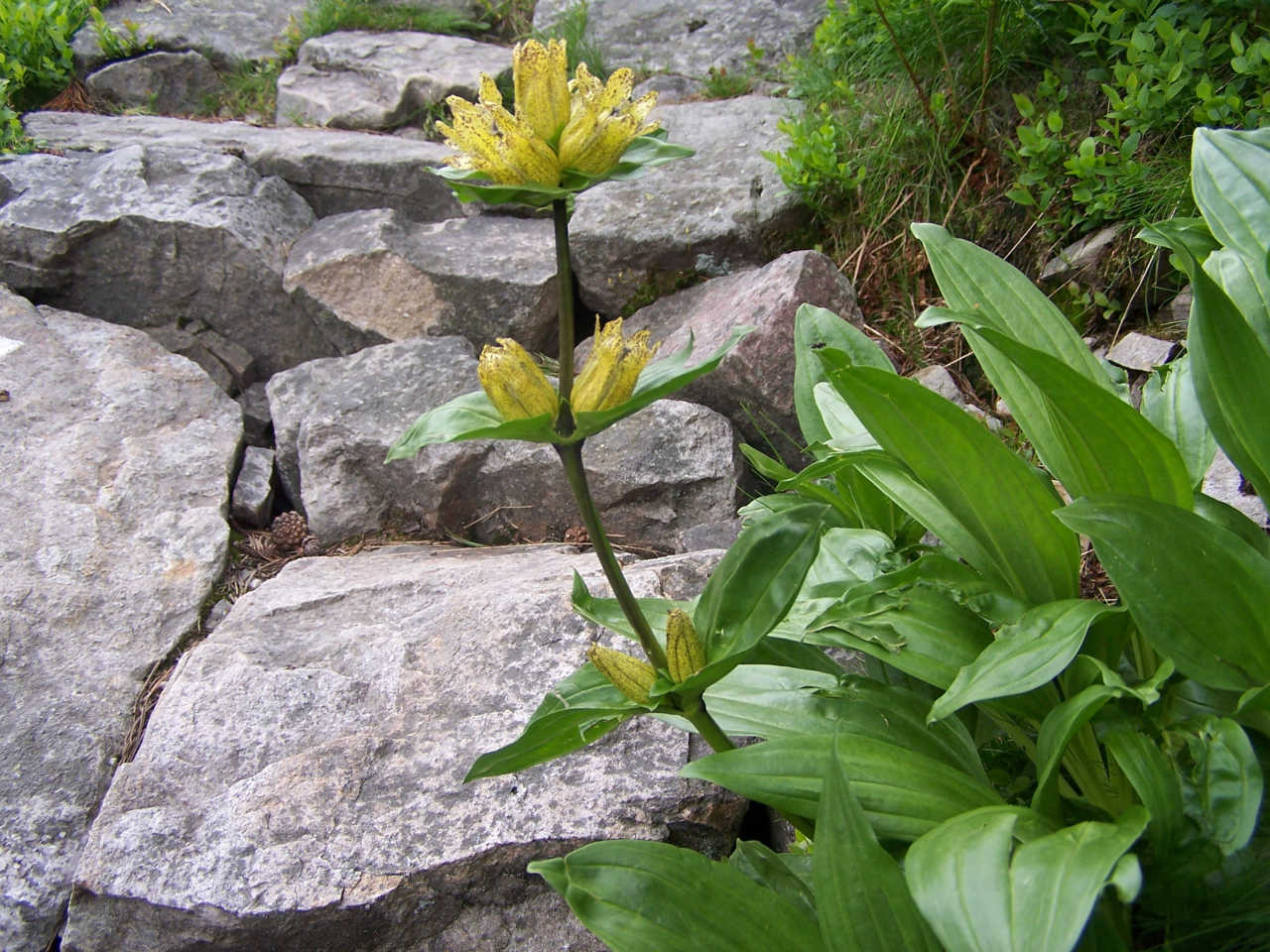
Au mois de septembre